# Bureau du Tibet
Les bureaux du Tibet constituent la représentation officielle du dalaï-lama et du gouvernement tibétain en exil (basé à Dharamsala en Inde). Ils sont présents dans 13 pays, fonctionnant en tant qu’agences officielles à New Delhi, Katmandou, Genève, Washington, Tokyo, Londres, Paris, Moscou, Bruxelles, Canberra, Pretoria et Taipei et à Budapest.
Ils sont chargés de relations bilatérales avec différents pays, ainsi qu’avec les institutions de l’Union européenne et celles de l'ONU.

## Histoire
Le gouvernement tibétain en exil ouvrit des bureaux du Tibet pour faciliter ses contacts extérieurs. Le premier a été fondé en 1960 à New Delhi en Inde. Le Népal qui avait maintenu un consulat à Lhassa depuis le XVIIIe siècle fut le second pays à accepter cette représentation en 1962. Toutefois, en 2005, le Népal ferma le Bureau du Tibet à Katmandou.
Selon des documents officiels américains rendus publics en 1998, la CIA apporta en 1964 son soutien à la création à New York et à Genève de bureaux destinés à servir de représentations non officielles au dalaï-lama et à maintenir le concept d'une identité politique tibétaine, celui de New York ayant pour but de travailler en étroite collaboration avec les délégations de différents pays soutenant les Tibétains aux Nations unies. Au total, dans les années 1960 et jusqu'au début des années 1970, les services de renseignement américains versèrent annuellement au mouvement tibétain en exil 1,7 million de dollars, dont une subvention annuelle de 180 000 US$ pour le 14e dalaï-lama,. Peu de temps après, le gouvernement du dalaï-lama démentait que le dirigeant tibétain ait profité personnellement de cette subvention annuelle de 180 000 US$, précisant qu'elle avait été dépensée pour fonder les Bureaux du Tibet de Genève et de New York.
Le Bureau du Tibet de New York, maintenant relocalisé à Washington, fut une première organisation politique fondée en 1964 par le dalaï-lama pour soulever la question du Tibet à l'ONU.
En septembre 1992, un Bureau est ouvert à Paris.
En 1993, un Bureau du Tibet appelé Centre de la culture et de l'information du Tibet est fondé à Moscou.
Le Bureau du Tibet de Taipei, fondé en 1997, est qualifié d'ambassade de facto (en),,.